# Vincent Namatjira
Vincent Namatjira (ur. 14 czerwca 1983 w Alice Springs) – australijski aborygeński artysta, malarz portrecista.

## Życiorys
Urodził się  14 czerwca 1983 r. w Alice Springs, ale spędził okres wczesnego dzieciństwa w Hermannsburg, który jest ośrodkiem aborygeńskiej sztuki. Jest prawnukiem arandyjskiego malarza Alberta Namatjiry, którego wielu potomków również zostało malarzami. Po niespodziewanej śmierci matki Jillian, gdy miał sześć lat, został zabrany od rodziny wraz z siostrą do Perth w Australii Zachodniej i był wychowywany w rodzinach zastępczych, gdzie utracił kontakt z rodzimą kulturą. Po osiągnięciu dorosłości wrócił do Hermannsburga, gdzie odnalazł dalszych krewnych (m.in. ciotkę Eileen Namatjira – uznaną artystkę) i odnowił więzi z językiem i kulturą oraz dowiedział się o pokrewieństwie z pradziadkiem Albertem. Tam także ukończył szkołę oraz kurs rolniczy.
W rodzinnych stronach poznał Natashę, córkę aborygeńskiego artysty Jimmy'ego Pompey'a, z którą się ożenił. Po ślubie zamieszkał z żoną w Kanpi w rejonie Anangu Pitjantjatjara Yankunytjatjara, gdzie zaczął się uczyć malować pod wpływem żony. Później zamieszkał w Indulkanie, w rejonie Anangu Pitjantjatjara Yankunytjatjara w Australii Południowej. W swojej twórczości wykorzystuje także zachodnie środki wyrazu, które przyswoił w czasie życia w rodzinie zastępczej.
Od 2013 r. zaczął tworzyć serię portretów znanych osób, komentując w ten sposób krajową i międzynarodową politykę i związki między przywództwem, bogactwem, siłą i wpływami. W 2014 r. poświęcił pradziadkowi cykl obrazów, w których pozuje przed podobizną przodka wiszącą w muzeum sztuki w Brisbane. Jego prace są po części portretami, po części karykaturami, a malowanie siebie obok polityków i innych znanych osób to charakterystyczny motyw jego twórczości, m.in. na jednym z obrazów strzyże Kim Dzong Una, a na innym dzieli tort w kształcie Ziemi wraz z Donaldem Trumpem. Jednym z jego ulubionych tematów są obrazy przedstawiające kapitana Jamesa Cooka. Jego prace wystawiano na 9. Triennale Sztuki Współczesnej Azji i Pacyfiku, na Art Basel w Miami Beach i w British Museum w Londynie.

## Wyróżnienia
Kilkukrotnie nominowany, a w 2020 r. nagrodzony, Archibald Prize – jako pierwszy rdzenny malarz. W 1956 r. tę samą nagrodę zdobył portret Alberta Namatjiry autorstwa Williama Dargiego.
Ponadto laureat (2019 r.) Ramsay Art Prize, Telstra National Aboriginal Award 2013 i Torres Strait Islander Award 2013. Odznaczony Orderem Australii.